# Врятоване ім'я (фільм)
«Врятоване ім'я» (рос. «Спасённое имя») — молдовський радянський художній фільм 1972 року режисерів Віталія Дьоміна і Дмитра Моторного.

## Сюжет
Онук підпільника, якого в молдовському селі несправедливо вважають зрадником, вирішив провести власне розслідування, щоб відновити чесне ім'я свого діда...

## У ролях
- Валерій Зубарєв
- Саша Саранов
- Толя Алфьоров
- Андрій Григор'єв
- Сергій Попа
- Оля Цуркан
- Сергій Цуркан
- Слава Павлов
- Віктор Бурхарт
- Володимир Козел
- Анатолій Кубацький
- Марта Бабкіна
- Володимир Дорофєєв
- Юліан Кодеу
- Паул Буткевич
- Костянтин Константинов
- Анатолій Скороход

## Творча група
- Сценарій: Костянтин Шішкан
- Режисер: Віталій Дьомін, Дмитро Моторний
- Оператор: Олександр Бурлака
- Композитор: Мікаел Тарівердієв, Едуард Хагагортян